# Lagocephalus
Lagocephlus Swainson, 1839 è un genere di pesci d'acqua salata della famiglia dei Tetraodontidae.

## Tassonomia
Il genere comprende le seguenti specie:
- Lagocephalus gloveri Abe & Tabeta, 1983
- Lagocephalus guntheri Miranda Ribeiro, 1915
- Lagocephalus inermis (Temminck & Schlegel, 1850)
- Lagocephalus laevigatus (Linnaeus, 1766)
- Lagocephalus lagocephalus (Linnaeus, 1758)
- Lagocephalus lunaris (Bloch & Schneider, 1801)
- Lagocephalus sceleratus (Gmelin, 1789)
- Lagocephalus spadiceus (Richardson, 1845)
- Lagocephalus suezensis Clark & Gohar, 1953
- Lagocephalus wheeleri Abe, Tabeta & Kitahama, 1984